# Erica oresigena
Erica oresigena är en ljungväxtart som beskrevs av Bolus. Erica oresigena ingår i släktet klockljungssläktet, och familjen ljungväxter. Utöver nominatformen finns också underarten E. o. mollipila.